# 金山泉
金山 泉（かなやま いずみ、1982年6月5日 - ）は、毎日放送（MBS）のアナウンサー。
2006年4月1日から2009年1月31日までは、中京テレビのアナウンサーであった。2009年2月1日付で毎日放送へ移籍してから、スポーツ中継の実況を本格的に担当。JNN・JRN加盟局の優秀なアナウンサーを表彰するアノンシスト賞では、2016年度・2019年度に「テレビ・スポーツ実況部門」で優秀賞、2021年度に「ラジオ・スポーツ実況部門」で優秀賞を受賞している。

## 来歴・人物
新潟県上越市の出身で、身長177cm。実家は、1492年に建立された浄土真宗・大谷派の由緒ある寺・照金山泉光寺（しょうきんざん せんこうじ）。その関係で、得度の資格を有している（得度後の僧名は「釈　祥泉」）。名前の“泉”も、同寺の名前から取られた。ちなみに、実兄の洋祐はアミューズの社員（スポーツ文化事業部スポーツ文化事業室マネジャー）で、『プロ野球 そこそこ昔ばなし』（Amazonプライム・ビデオ）などのプロデュースを担当している。
新潟県立高田高等学校から成城大学法学部へ進学。大学時代までは、野球部に所属していた。高校時代には新潟県内で注目されるほどの選手だったが、浦和学院高等学校との練習試合で、当時の主戦投手だった坂元弥太郎・大竹寛に歯が立たなかった。この対戦をきっかけに、将来の目標をプロ野球選手からアナウンサーに変更したという。
大学卒業後の2006年に、プロ野球中継の実況を志しながら、アナウンサーとして中京テレビに入社。その結果、新潟県出身者で初めて大学野球を経てアナウンサーになった。同期入社のアナウンサーに我妻絵美が、NNN・NNS系列局では虎谷温子（読売テレビ、入社当時の先輩アナ・神ひろしと同じ青森県出身、当時の後輩アナ・鹿内美沙と同じ同県弘前市、青森県立弘前高等学校の先輩）がいる。
しかし、毎日放送（虎谷が勤務している読売テレビと同じ在阪民放他局）によるスポーツアナウンサーの中途採用 へ応じたことから、2009年1月末日で中京テレビを退社。同年2月に毎日放送へ移籍した。移籍に踏み切ったのは、中日ドラゴンズのホームゲーム中継権を持たない中京テレビのプロ野球中継では、スポーツアナウンサーの出演機会がビジターゲーム中継での中日側ベンチリポートに限られていることによる。
毎日放送への入社後に初めて出演したのは、2009年2月7日にMBSラジオで放送された『INO-KONボンバイエ』。初めてのラジオ出演ながら、生放送中に読経を披露したり、東京ヤクルトスワローズのファンであることを明かしたりした。その一方で、翌3月開幕の第81回選抜高等学校野球大会テレビ中継での実況デビューが入社の条件に定められていたことから、入社の翌日（2月2日）から赤木誠によるマンツーマン方式の実況練習に臨んでいた。
2009年のプロ野球シーズンからは、MBSラジオの『MBSタイガースナイター』を中心に、スポーツ中継のベンチリポーターや特別番組の司会を担当。同年7月8日には、出身の新潟県で開催された広島東洋カープ×阪神タイガース戦（HARD OFF ECOスタジアム新潟）において、プロ野球中継の実況デビューを果たした。その後は、関西ローカルのラジオ中継にとどまらず、『ニッポン放送ショウアップナイター』として関東地方でも放送される阪神戦中継（土・日曜日）の実況も担当している。
2009年のナイターオフ期間には、『MBSたびぐみ とっておき旅ラジオ』（以下『MBSたびぐみ』）の金曜日で、先輩アナウンサー・上泉雄一との共演ながらラジオパーソナリティにも本格的に挑戦。同曜日の収録取材コーナー「金山泉のお寺探訪 拝みます」で、毎週自身の好きな寺院を巡っては、スポーツアナウンサーならではの描写力でその寺院の魅力を伝えた。2010年1月15日から3月末までは、MBSテレビの看板情報番組『ちちんぷいぷい』金曜日17時台のVTR取材企画「週末ウォーカー」に、月に1回のペースで「金山泉のお寺探訪 拝みます」の連動企画を担当した。ちなみに、「週末ウォーカー」の担当週には、同コーナーへの出演を終えてから『MBSたびぐみ』の生放送に臨んでいた。
2010年10月からは、MBSテレビで平日夕方に放送中のローカルニュース番組『VOICE』で、毎週月曜日にサブキャスターとして「ヴォイスポ」と「みんなde天気」を担当。MBSラジオでは、2009年度に続いて『MBSたびぐみ』の金曜日でパーソナリティを務めたほか、『MBSとらぐみタイガースライブ!』『こんちわコンちゃんお昼ですょ!』（いずれも木曜日）にも出演していた。
2014年4月以降は、テレビ・ラジオとも、スポーツ中継の実況・リポートを主に担当。スポーツ関連の番組を中心に出演するほか、情報・バラエティ系の番組（『ちちんぷいぷい』など）で進行・リポートを任されることもある。2016年度と2019年度には、アノンシスト賞のテレビ・スポーツ実況部門で優秀賞を受賞。プライベートでは、2017年3月の結婚を経て、2018年6月に第1子（長女）を授かった。
なお、「新日本放送」時代の1959年3月1日からテレビ放送事業とラジオ放送事業を兼営してきた毎日放送は、2021年4月1日付でラジオ放送事業を「株式会社MBSラジオ」へ移管。毎日放送は移管を機にテレビ単営局へ移行したが、金山はアナウンス職のまま同社の総合編成局（移管を機に新設）へ在籍する一方で、株式会社MBSラジオが制作・放送する番組にも「MBSアナウンサー」として出演している。移管翌日の2021年4月2日（金曜日）には、「株式会社MBSラジオ」として初めて自社で制作・放送したプロ野球のラジオ中継（京セラドーム大阪の阪神×中日ナイトゲーム中継）で実況を担当した。
2023年には、9月14日の阪神×読売ジャイアンツ戦のラジオ中継（解説：鳥谷敬・狩野恵輔）で、阪神が2005年以来18年振りにセントラル・リーグでの優勝を自力（この試合での勝利）で決めた瞬間を実況。阪神がオリックス・バファローズと対戦した日本シリーズでは、毎日放送とTBSテレビの共同制作による第3戦（いずれも阪神甲子園球場でのナイトゲーム）の全国ネット向けテレビ中継で実況を任されていた。金山による日本シリーズの実況は、ラジオ中継を含めてもこの試合が初めてである。

## エピソード
B'zの大ファンとして
- 小学校4年生の時から[9]B'zのボーカル・稲葉浩志の大ファン[10] で、毎日放送へ移籍後（2009年と2015年）には、プライベートで稲葉の実家を訪れたこともある[11]。B'zのファンになったきっかけは、東京に住んでいた従姉（当時高校生）が金山の実家を訪れた際に持参したCDを通じて、「愛のままにわがままに僕は君だけを傷つけない」を聴いたことによるという。
- 自身の出演番組でB'zの名を出す場合には、一般に広がっている発音（全体に抑揚を付けない平板式のアクセント）ではなく、B'zのメンバーやVERMILLION（B'zの所属事務所）が公認している発音（Bの最初の音である「ビ」を強調する頭高式のアクセント）で必ず呼んでいる。
- 2014年度のナイターオフ期間に担当した『藤本敦士のDASH宣言!』（MBSラジオ）では、B'zが2001年に西武ドームで開催したライブで「HOME」を歌う前のMCで稲葉が発したコメント（「皆さんここで深呼吸しましょう……西武ドームの空気サイコー!」）を応用した声真似を披露。これを機に、スポーツ中継・ニュースを除く出演番組で稲葉風の口調による「サイコー!」を連呼したり、「サイコー金山」と自称したりするようになった。
- 2016年以降は、『MBSベースボールパーク』（MBSラジオ）の関西ローカル向け阪神戦中継で実況を担当する場合や、実況（または阪神側のベンチリポーター）を担当したナイトゲーム中継の球場から『豊永真琴のベースボールパークEXトラ!』（火 - 木曜日のナイトゲーム中継後座番組）に電話で出演する場合にも、阪神が当該試合で勝利した日に限って稲葉の声真似を披露している[9]。
- 毎日放送の主催で2019年8月18日（日曜日）に舞洲SONIC PARKで開かれたサマーソニック大阪公演最終日では、B'zが日本人のアーティストから初めてヘッドライナーへ起用されたことを受けて、ステージ上でB'zの呼び込みアナウンスと終演後の案内アナウンスを任された[12]。
- Instagramには、自身のアカウントに加えて、2020年4月から「B'z専用アカウント」を開設。大ファンの稲葉（いなば）にちなんで、「いなば」と読ませる数字（178）をB'z専用アカウントのアドレスに組み込んでいる。

中京テレビアナウンサー時代
- 2006年8月6日に岐阜県郡上市で行われた「清流吉田川変装ジャンプコンテスト」では、カッパの扮装で吉田川に飛び込み優勝を果たした。
- 2007年3月23日の『TA☆RO』に出演した際に、好きな色を聞かれて「青」と答えた。

毎日放送への移籍後
- MBSラジオがネット受けを実施しているフレッシュオールスターゲームのNRNライン全国ネット中継には、移籍1年目の2009年から2016年まで毎日放送の代表として派遣。体調不良で出演を見合わせた2011年と、平成27年度台風第11号接近の影響でゲーム自体が中止になった2015年を除いて、イニング限定の実況およびベンチリポーターを務めた[13]。
  - 2009年の中継（7月23日、札幌ドーム、STVラジオ制作）では、3回表・裏の実況担当として、全国向けプロ野球中継へのデビューを果たした[14]。
  - 2010年（7月22日、長崎ビッグNスタジアム）には4回表・裏の実況を担当。地元・新潟県のHARDOFF ECOスタジアム新潟から放送された2012年（7月19日）と、秋田こまちスタジアムから放送された2013年（7月18日）の中継では、7回表から試合終了までの実況を任されたたる。長崎ビッグNスタジアムで再び開催された2014年の中継（7月17日）では、4回表から6回裏までの3イニングを実況。2016年の中継（7月14日、倉敷マスカットスタジアム、いずれもニッポン放送制作）では、8回表から試合終了までの実況を担当した。
  - ちなみに2018年には、7月13日に京セラドーム大阪で催されたオールスターゲーム第1戦において、MBSラジオ制作分の中継で実況を担当（解説：亀山つとむ、文化放送・北海道放送・CBCラジオ・RKB毎日放送でも同時ネット）。文化放送以外のネット局はNRNに加盟していないものの、フレッシュオールスターゲームの実況担当を退いてから2年後に、オールスターゲーム中継の実況を初めて任された。
- 2009年10月16日放送の『MBSたびぐみ とっておき旅ラジオ』では、金山本人に内緒で、上泉が生放送中に電話を通じて金山の実父へインタビューを敢行。金山に兄が2人いることや、「第3子は女の子」と思い込んだ実父が、「男でも女でもおかしくない名前」として“泉”という名前を寺の名前から取ったことも明らかになった。なお、同年12月31日放送の特別番組『MBSたびぐみ×うたぐみ ゆく年くる年』に金山が出演した際にも、実父が電話で登場している。
- 『MBSタイガースナイター』では、2010年から2012年まで、シーズン最初の中継（毎年2月下旬に安芸市営球場で開催される阪神タイガース対オリックス・バファローズのオープン戦中継）で実況を担当[15]。2011年2月26日には、『MBSタイガースライブ』に改称してから初のプロ野球中継として、同試合の実況を務めた。
- 2013年4月13日に「withタイガース　MBSデーゲーム」（毎日放送グループのスポンサードゲーム）として阪神甲子園球場で開催された阪神タイガース対横浜DeNAベイスターズ戦では、高校・大学時代の野球経験を買われて、試合前のスピードガンコンテストに登場。2回の投球で最速115km/hを記録した。
- スポーツ中継の実況で、以下のハプニングに遭遇している。
  - 2011年5月26日・阪神対千葉ロッテマリーンズ戦（甲子園球場でのナイトゲーム）：ライトを守っていた阪神のマット・マートンが、8回表1死2塁からロッテ・清田育宏の飛球を捕った後に、アウトカウントを間違えたまま「ファンサービス」のつもりで一塁側の内野席（アルプススタンド）にボールを投げ込んだ。二塁走者としてタッチアップの態勢に入っていた今江敏晃には、このハプニングによって2個の安全進塁権が与えられたため、本塁への生還と得点が認められた。
  - 2013年8月31日・阪神対広島東洋カープ戦（甲子園でのナイトゲーム）：『MBSタイガースライブ』で実況を担当したところ、5回表が始まる直前にイタチが突然グラウンド上へ乱入。「ネコなのか?　イタチなのか?　どっちなのか?」と言いながら、解説の太田幸司と共に、イタチが走り去るまでの一部始終を伝える羽目になった。この時の実況音源は、後にMBSラジオの番組ばかりか、TBSラジオ[16] の『爆笑問題の日曜サンデー』でも「珍プレー」として紹介された。ちなみに、関西ローカル向けのラジオ中継（『MBSベースボールパーク』）で阪神側のベンチリポーターを務めていた2017年4月13日の横浜DeNAベイスターズ対阪神戦（横浜スタジアム）でも、9回表の途中にネコがグラウンド上へ乱入。試合が一時中断した[17]。
  - 2013年9月26日・阪神対横浜DeNAベイスターズ戦（『MBSタイガースライブ』で甲子園から実況）：8回表1死2・3塁で、阪神の和田豊監督が投手の交代を告げていなかったにもかかわらず、一塁側ブルペンへの連絡ミスで加藤康介を乗せたリリーフカーが突然グラウンドに登場。すぐにバックでブルペンへ引き揚げるまでの一部始終を伝えた。
  - 2017年4月8日・阪神対読売ジャイアンツ戦（甲子園でのデーゲーム）：MBSテレビ制作・全国ネット向けのテレビ中継で初めて実況を担当[18]。1週間前に同じ甲子園球場で催された第89回選抜高等学校野球大会決勝・履正社高等学校対大阪桐蔭高等学校戦テレビ中継（MBSテレビ制作・関西ローカル）の実況に続いての抜擢だった。しかし、3回表2死からの降雨中断の末に、審判団はノーゲームを宣告。放送上は全国向けテレビ中継での実況デビューを果たせたものの、約2時間の中継のうち、試合を実況できたのはわずか50分程度であった。
  - 2017年6月24日・広島東洋カープ対阪神戦（MAZDA Zoom-Zoom スタジアム広島でのデーゲーム）：MBSラジオの『MBSベースボールパーク』向けに実況を担当したものの、4回裏1死から1時間もの降雨中断を経て、ノーゲームで終了。前述したテレビ中継に続いて、「1シーズン中に2度も実況担当試合が降雨ノーゲームになる」という珍事に見舞われた。審判団から降雨ノーゲームを宣告された直後には、広島の上本崇司内野手によるチームメイト・新井貴浩内野手（元阪神）のユニフォーム（背番号25）姿でのベースランニングを実況することで、中継を締めくくっている。
  - 2017年10月22日・マスターズGCレディース最終日（兵庫県三木市・マスターズゴルフ倶楽部）：MBSテレビが制作するゴルフ中継で、初めてメイン実況を担当。当日は、TBSの一部系列局との同時ネット形式で中継する予定だったが、平成29年台風第21号接近の影響で競技が全て中止になった。しかし、MBSやネット局が当初の予定に沿って放送枠を編成したことから、前日まで3日間にわたって開かれた決勝トーナメント（全54ホール）のダイジェストを中心に伝えた。
  - 2018年8月4日・阪神対ヤクルト戦（京セラドームでのナイトゲーム）：MBSラジオの『MBSベースボールパーク』向けに実況を担当（解説：亀山）。阪神の1点リードで迎えた9回表に、この回から登板した阪神のラファエル・ドリス投手が同点に追い付かれた直後の投球を実況したところ、ドリスの名前を思わず「ドリフ」と言ってしまった[19]。さらに、亀山からすかさず（ザ・ドリフターズの冠番組の一つである『ドリフ大爆笑』にちなんで）「誰が大爆笑やねん!」というツッコミを受けたため、笑いをこらえながら9回表のヤクルトの攻撃を伝える羽目に陥った（試合は延長11回裏に10 - 9のスコアで阪神がサヨナラ勝利）。金山は試合の最後まで実況を続けたが、以上のやり取りを収めた音源が同局の番組で後日繰り返し流されたほか、金山と面識のある吉田風（『デイリースポーツ』阪神担当記者）が同紙で担当するコラムで「放送事故」として取り上げられた[20]。翌2019年11月25日にMBSテレビで放送された『痛快!明石家電視台』でも、金山が特別企画「実際どうなん!?MBSアナウンサー22人」のゲストの1人として出演したことから、このシーンが収録音源とともに「MBSアナ失敗談ベスト3」の3位として紹介された[21]。
- 移籍後から同僚アナウンサーの大吉洋平と仲が良く、一時は彼の勧めで個人ブログも開設していた[22]。その一方で、2017年2月時点で関西地方での生活が8年を経過したにもかかわらず、関西弁のイントネーションに馴染めていないことを自認。関西弁でのタイトルコールや関西出身の共演者とのフリートークを求められるラジオ番組（『with Tigers MBSベースボールパーク みんなでホームイン!』など）で、共演者やリスナーから指摘されることも多い。ちなみに、2016年度に水曜日のレギュラーを務める『みんなでホームイン!』では、2017年3月1日放送分で結婚を発表。妻が兵庫県神戸市の出身にもかかわらず、2020年の夏に関西弁の台詞が混じったラジオCMの収録で30回以上の録り直しを余儀なくされるなど、結婚後も関西弁のイントネーションに苦慮している。
- 2018年には、横浜DeNAベイスターズ対阪神戦（横浜スタジアム）で、NPB記録が達成された瞬間を相次いで実況。7月20日の関西ローカル向けラジオ中継ではDeNAの桑原将志外野手によるサイクルヒット（NPBタイ記録）、9月16日の報道素材向け実況では、1試合で2度にわたる阪神の1イニング9得点と同球団の大山悠輔内野手による1試合6打数6安打3本塁打（いずれもNPB史上初の記録）達成の瞬間を伝えた。
- 2019年には、5月1日（水曜日）の阪神対広島デーゲーム（甲子園）で、関西ローカル向けラジオ中継の実況を担当した（解説：八木裕・狩野恵輔）。この中継は、テレビ・ラジオを通じて、毎日放送が令和時代に制作した最初の野球中継に当たる。また、同じ陣容で実況を担当した2021年8月25日の阪神対DeNA戦（京セラドーム大阪）ラジオ中継では、DeNA内野手の牧秀悟が新人選手としては日本プロ野球公式戦史上初のサイクルヒットを達成するまでの一部始終を伝えた。

## 現在の主な担当番組
- MBSニュース（プロ野球シーズンを含めて、テレビ・ラジオとも不定期で担当）

毎日放送が在阪局で唯一国際連合の「SDGメディア・コンパクト」へ参加していることを背景に、テレビ・ラジオ兼営局時代の2020年10月からは、国際連合が定める「SDGs17の目標」を啓発するアナウンサー企画にも参加している。
「SDGsのススメ」（2020年10月19日から2021年3月1日まで『ちちんぷいぷい』で毎週月曜日に放送されていたロケ企画）では、9番目の目標（「産業と経済成長の基盤をつくろう」）関連の取材を予定していた（実際には取材の機会がないまま放送を終了）。『ちちんぷいぷい』の終了後は、後継番組の『よんチャンTV』内で5秒間放送される「みんなでやろう!SDGs」で、9番目の目標達成に向けた標語紹介のVTRに登場。

### テレビ
- プロ野球などのスポーツ実況・中継リポーター
  - GAORA（毎日放送グループのCS放送）のバレーボールV.プレミアリーグ中継にも、実況やインタビュアーとして出演。バレーボールでの初実況は、2009年3月7日のJT×パナソニック戦（広島）であった。
    - 2009年5月に大阪・中之島で開催されたFIVBビーチバレーワールドツアー2009大阪大会では、GAORA向けの中継で実況[23]。以降の大阪大会でも実況を担当するほか、同年12月から全国高校ラグビー大会も取材している。

  - 2011年10月30日に開催された第1回大阪マラソンでは、MBSテレビの特別番組『大阪マラソン2011 走り出した情熱のランナー』内で、中継車から先頭集団の模様を実況した。
  - 2015年以降は、12月31日に『KYOKUGEN 2015』（TBSテレビ制作・全国ネットの特別番組）内で中継されるプロボクシング世界タイトルマッチのうち、MBSのサービスエリア・関西地方で催される試合のリングサイドリポーターを担当している。
    - 2015年には、エディオンアリーナ大阪で催されたIBF世界ミニマム級タイトルマッチ・高山勝成対ホセ・アルグメド（メキシコ）戦および、WBA世界フライ級タイトルマッチ・井岡一翔対ファン・カルロス・レベコ（アルゼンチン）戦中継で、いずれも王者サイドのリポーターを務めた。
    - 2016年には、島津アリーナ京都で催されたWBA世界フライ級王座統一戦・井岡一翔対スタンプ・キャットニワット（タイ王国出身の暫定王者）戦中継で、井岡サイドのリポーターを務めた。

  - 全日本高等学校女子サッカー選手権大会では、MBSのサービスエリアである兵庫県内で実施する全国大会の中継（TBSテレビ制作）で、実況やスタンドリポートを担当する。
  - 選抜高等学校野球大会では、GAORAの中継で実況やインタビュアーを随時担当。MBSテレビで放送する決勝戦の中継では、スタンドリポーターとしての出演を経て、2017年の第89回大会から実況を任されている。2019年度アノンシスト賞で「テレビ・スポーツ実況部門」の優秀賞を受賞したのは、2019年の第91回大会決勝戦（東邦高等学校対習志野市立習志野高等学校戦）での実況が高く評価されたことによる[1]。
    - 新型コロナウイルスへの感染が拡大している影響で第92回選抜高等学校野球大会が中止された2020年には、8月中旬の2020年甲子園高校野球交流試合（同大会への出場が決まっていた全32校による16試合制の招待試合）で、インターネット向けのライブ配信向けに実況を1試合担当している。

  - プロ野球では、前述したように、2017年から阪神戦の全国ネット中継で実況を担当している。
- 痛快!明石家電視台
  - 2014年から、年に1 - 2回のペースで「MBSアナウンサー大集合スペシャル」を放送する場合に、アナウンサーの1人としてゲストで出演する。2014年4月7日放送分では、甲子園球場にイタチが乱入した際の実況（前述）の音源を紹介。2016年8月8日放送分では、「阪神が甲子園球場での試合に勝利した瞬間」という設定の下に、「甲子園球場の空気サイコー!」という架空実況を明石家さんまの前で披露した[9]。

### ラジオ
- MBSベースボールパーク（前身の『MBSタイガースナイター』→『MBSタイガースライブ』時代から実況・ベンチリポーターを担当）
※『MBSタイガースナイター』時代には、プロ野球公式戦の中継予定が最初からない日に、特別番組（『タイガース満腹スペシャル』など）の進行を担当することもあった。『MBSベースボールパーク』へ改題後の2014年には、同様のスケジュールで放送される『MBSベースボールパーク番外編　カワスポ野球部』に「記者」として出演。
※井上が毎週土曜日の午後に『桜井一枝&井上雅雄のるんるん土曜リクエスト』のパーソナリティを担当していた時期（2017 - 2019年度）には、週末をまたぐ（金 - 日曜日開催の）阪神ビジターゲームを中継する場合に、井上に代わって当該中継で実況やベンチリポーターを任されることが多かった。
※2017・2018年度には、土・日曜日に放送されるナイターオフ版にも出演。2017年度には、日曜版で進行役を務めた。2018年度には、土曜版の第2部に当たる「茶屋町 KEISUKE BAR」に「常連客」として登場。同い年の「マスター」（阪神選手時代から親交のある阪神戦中継フィールドキャスターの狩野恵輔）とのフリートークや、アドリブによる即興劇へ臨んでいる。
※2020年度のナイターオフ期間には、「サイコーバズ山」と称して、『MBSベースボールパーク プレミアムチャンネル』土曜日の第3部で『サイコーバズ山のバズるプロ野球実況』を赤木と共に担当。第2部・第3部共通で「天の声」にも扮している。
- 豊永真琴のMBSミュージックパーク（他のスポーツアナウンサーと交互にパートナーとして出演）
  - 第1回放送（2020年3月28日）からパートナーを担当。
- コトノハ（不定期で出演）
  - 「コトノハ」（言葉）にこだわった毎日放送アナウンサー室制作の事前収録番組で、2021年10月4日から毎週月曜日（2023年9月25日までは21:45 - 22:00 → 同年10月2日以降は21:30 - 21:45）に放送。
  - 番組の母体に当たる「MBSアナウンサー コトノハ ものがたりの世界」（基本として年に1回のペースで開かれるアナウンサー室主催の朗読イベント）には、開催の時期が3月上旬（プロ野球のオープン戦期間中）であっても、スポーツアナウンサーから井上雅雄と共に長らく出演を続けている。

## 過去の主な担当番組

### 中京テレビへの在籍時
- エミエミ（リポート）
- おめざめワイド（スポーツコーナー）
- アンデュ（エンタメLIVEコーナー担当）
- スポーツ中継（ビーチバレー・ゴルフ・バレーボール・サッカー・プロ野球中日側ベンチレポート<実況は中日主管試合の放映権が無いためほとんど無しであった>）
- 中京テレビNewsリアルタイム（リポート）
- NEWS ZERO（ローカルニュース）
- NNNストレイトニュース（土曜不定期、東海地区キャスター）
- Chu!SHOPスタジオ（MC）

### 毎日放送への移籍後

#### テレビ
- ちちんぷいぷい
  - MBSテレビでの初レギュラー番組で、2010年1月15日から3月末まで、当時金曜日に放送されていた「週末ウォーカー」へ月に1回のペースで出演。スポーツアナウンサーとしての活動が主体になってからも、報道・情報系生中継のリポートや、レギュラー出演者によるスポーツ挑戦企画の進行・実況を不定期で担当していた。
  - 2017年10月3日から、毎週火曜日に北海道放送・南日本放送・宮崎放送での同時ネットゾーン（15:00前後）で放送する「大畑大介の全国大きいもん生中継」で、大畑のパートナーとしてレギュラー出演を再開。その一方で、再開前と同様に、単独で生中継のリポートを担当することもある。
    - 2017年11月29日には、番組および毎日放送を代表して、大相撲横綱・日馬富士の現役引退会見（福岡県太宰府市・太宰府天満宮）に派遣。会見の時間帯が番組の前半（14時台）と重なったことから、会見の前後に生中継でリポートを送った。会見中の質疑応答では、同年10月に鳥取巡業中の酒席で日馬富士が起こした前頭・貴ノ岩（地位はいずれも当時）への暴行問題に関して、日馬富士に飲酒の有無を問いただす一幕もあった。

  - 2018年1月10日には、毎日放送および番組の代表として、今宮戎神社（大阪市浪速区）の宝恵駕籠（ほえかご）行列に参加。報道局解説委員でニュース解説担当の辻憲太郎と共に、宝恵駕籠への搭乗を初めて経験した。また、同日から2020年3月まで水曜日に放送されていたVTRロケコーナー「駅前シャッターチャンス」にも、後輩アナウンサーの福島暢啓と交互に出演。
  - 2019年12月3日（火曜日）には、月・火曜日MC山中真の海外取材に伴って月 - 水曜日アシスタントの松川浩子（いずれも先輩アナウンサー）がMCを担当したことから、松川の代理扱いで全編にわたってアシスタントを務めた。
- VOICE月曜日サブキャスター（2010年10月 - 2012年3月）→　月・火曜日サブキャスター（2012年4月 - 2014年4月1日）
- ミント! ニュースキャスター（不定期）
  - 「Newsミント!」（『VOICE』を引き継いだ関西ローカルニュースパート）でメインキャスターを務める先輩アナウンサーの西靖が休演した場合に、キャスターのシフトを変更する関係で、同パートのサブキャスターを随時担当。2019年7月21日に放送された『ミント!選挙スペシャル〜夏休み！ミントの森に集う昆虫と仲間たち〜』（大吉と西がメインキャスターを担当した第25回参議院議員通常選挙の関西ローカル向け開票特別番組）では、スタジオから開票速報を伝えた。このような経緯から、新型コロナウイルスへの感染拡大の影響で日本プロ野球レギュラーシーズンの開幕が例年より大幅に遅れていた2020年には、『おうちにいようよ（→あしたのために） ちちんぷいぷい&ミント!』（4月20日から5月29日まで編成）の月・火曜日に「Newsミント!」のサブキャスターをレギュラーで担当。『あしたのために - 』の放送期間終了・『ミント!』の放送再開後も、開幕3週目の6月30日まで月・火曜日の担当を続けていた。
- 月刊ファイターズTV（GAORA 2011年 シーズン2の進行役）
- 週刊ファイターズTV（GAORA 2011年 「月刊」シーズン2を週1回放送の番組としてレギュラー化、進行役を続投）
- みんなの甲子園キャスター（2012年）
※選抜高等学校野球大会のダイジェスト番組。同番組へ出演しない年にも、大会期間中は、GAORAで中継する試合の一部で実況やインタビュアーを務めている。
- 水野真紀の魔法のレストラン（一部企画の案内役）
- カワスポ　※当初は準レギュラーとして出演する予定だったが、実際には初回に自己紹介で出演しただけだった。
- 吉本陸上競技会
※第14回大会（2014年）で「スーパールーキーオーディション」（予選会）の進行、第16回大会（2016年）で本大会の実況を担当。
- 戦え!スポーツ内閣
※2016年10月からのレギュラー版で、ナレーターを随時担当。本編（スタジオ討論）で使用するスポーツ中継の放送済み映像や、本編の出演者（武井壮など）によるスポーツ対決ロケで実況することもある。
※2016年10月から2017年1月までは、スポーツアナウンサーの後輩・井上雅雄と交互に、「スポーツのおっちゃんの部屋」（エンディング間際のコーナー）にも出演。放送日の週末に予定されている毎日放送関連のスポーツイベントの見どころを、単独または「スポーツのおっちゃん」（毎日放送スポーツ局解説委員・宮前徳弘）と共に1分間で紹介していた。
- コトノハ図鑑→「へぇ〜のコトノハ」（不定期）
※所属する毎日放送アナウンサー室の企画で、2018年7月から2020年3月まで『コトノハ図鑑』（事前収録のレギュラー番組）として放送された後に、2020年4月から2021年3月まで「へぇ〜のコトノハ」（『ちちんぷいぷい』月・水曜日→水曜日のレギュラーコーナー）へ移行。スポーツアナウンサーの中では、全期間を通じて出演の頻度が多かった。

以下はいずれも、TBSテレビの制作による全国ネット番組。
- ニンゲン観察バラエティ モニタリング（2016年6月16日）
※「もしも突然ヒーローインタビューを受けたらどうする?」という企画にインタビュアーとして出演。
- ラヴィット!（2023年9月26日）
※毎日放送のアナウンサーとしては初めて、「アルコ&ピースのアナウンサーお悩み変身計画」のロケにゲストで出演（詳細後述）。

#### ラジオ
- こんちわコンちゃんお昼ですょ!「とれたて!駅売り夕刊紙」木曜キャスター（2010年11月から不定期で担当）
- MBSたびぐみ とっておき旅ラジオ（2009年度 - 2011年度ナイターオフ番組）
※2010年度までは金曜日の放送でパーソナリティを担当。2009年11月17日には、先輩アナウンサー・八木早希の代役で、火曜日のパーソナリティも務めた。2011年度には、土曜日の放送や特別番組に不定期で出演。
- MBSとらぐみタイガースライブ!木曜日（2010・2011年度ナイターオフ番組、「とらぐみアナ」として進行・取材を担当）
- with…夜はラジオと決めてます（2012年度のナイターオフ番組、水曜日のスポーツキャスター）
- ノムラでノムラだ♪ EXトラ!
※プロ野球シーズンには、当日の野球中継で阪神タイガース公式戦の実況やベンチリポートを担当する日を中心に、番組内で阪神タイガースの最新情報をリポート。スタジオで取材の模様を報告する日もあった。
※2009年度のナイターオフ期間には、18時台に放送される『ノムラでノムラだ♪ Go!Go!エキストラ』の木曜日にレギュラーで出演した。
- 松井愛のすこ〜し愛して★スポーツキャスター（2013年度・2014年度のナイターオフ期間のみ）
  - 『松井愛のすこ〜し愛して♥』としてナイターオフ期間限定で放送された2013年度は金曜日、2014年度は『茶屋町プレミアムナイト』枠で放送の木曜日に出演。「週愛パートナー」（週替わりパートナー）の出演時間が遅れる場合には、先輩アナウンサー・松井愛のパートナーも務めた。
- 藤本敦士のDASH宣言!（2015年1月まではGAORAでも再編集版を放送）サブパーソナリティ
- アスリートラジオ　アスラジ（『MBSマンデースペシャル』で不定期放送、先輩アナウンサー・近藤亨の後任で2012年4月から担当）
- Till Dawn Music（B'zの楽曲特集などでジングル内のアナウンスを担当）
- with Tigers MBSベースボールパーク みんなでホームイン!（2015年度・2016年度のナイターオフ番組）
  - 2015年度には、土曜日のパーソナリティを担当。2016年度には、水曜日のパーソナリティを務めるほか、金村義明（毎日放送野球解説者）とのコンビで日曜放送分へ月に1回レギュラーで出演していた。
- スマラジw金曜日「ナジャとアナの虹色レインボー」（2016年度のナイターオフ番組）
  - 2017年1月13日放送分で、パートナーとして初出演。2017 ワールド・ベースボール・クラシック日本代表強化試合（京セラドームでの対阪神戦）中継を編成したため放送時間を繰り上げた3月3日放送分でも、中継で阪神側のベンチリポーターを担当する関係で、番組内に組み込まれたドームからの直前中継に登場した。
- 上泉雄一のええなぁ!
※通常はスポーツアナウンサーとして、『MBSベースボールパーク』で阪神のナイトゲームを中継する場合に、中継の前座コーナー『まだまだええなぁ!もうすぐベースボールパーク』へ中継先から出演。2016年8月からは、中継の実況・ベンチリポートを担当しない日に、本編内のコーナー（16時前後の「知ってええなぁ!ちなみNEWS」など）で進行役を務めることもあった。2017年度のナイターオフ期間には、木曜日の同コーナーおよび、「発令!テンション下がる注意報」（16時台後半のコーナー）を玉巻映美・森本尚太と交互にレギュラーで担当。
- あどりぶラヂオ（2018年4月19日 - 2020年6月）
  - B'zが活動開始30周年を迎える2018年9月までは、月に1回のペースでパーソナリティを担当。
- MBSヨル隊「金村義明のええかげんにせぇ〜!」（2017年度以降のナイターオフ期間限定番組）
  - 2019年度の放送から、井上に代わって金村のパートナーを担当。同年度の放送期間前半（2019年10 - 12月）には、実兄の洋祐がプロデューサーを務める『プロ野球　そこそこ昔ばなし』にも金村がレギュラーで出演している。2020年度にもパートナーとして出演していたが、2021年の10月改編で「夕方もポチっとMラジ」月曜枠で通年番組（放送枠を夕方から早朝へ移動する『上泉雄一のええなぁ!』の後継番組）として放送されることに伴って、井上がパートナーに復帰。
- 桜井一枝&井上雅雄のるんるん土曜リクエスト
  - プロ野球シーズン中に放送する『延長スペシャル』を含めて、井上が出演できない場合に、桜井と共にパーソナリティを随時担当。この場合には、番組タイトルを『桜井一枝&金山泉のるんるん土曜リクエスト（延長スペシャル）』に変更していた。
- 香西かおり 大人のか・お・り（2018年1月21日 - 4月1日、毎週日曜日24:30 - 25:00）
  - MBSラジオで当時1週間の最後に放送されていたレギュラー番組で、第3回放送からパートナーとしてレギュラー出演。第1回（1月4日）・第2回（11日）のみ、河田がパートナーを務めていた。
- 〜MBS茶屋町ゴルフ倶楽部〜Sunday Morning Shot!（2020年10月4日 - 2023年9月25日） - 『板東英二のおばあちゃんと話そう（第2期）』の放送枠を継承した番組で、ゴルフ中継班の同僚に当たる馬野雅行・川地洋平・井上雅雄と交互にパーソナリティを担当。
- エムラジ♪ミュージックBOXサンデー（2021年4月4日・11日、日曜日7:00 - 7:20） 
  - 毎日放送のアナウンサーから1名が2週単位でパーソナリティを務める番組で、同僚のアナウンサーに先駆けて出演。
- 夕方もポチっとMラジ「ポチっとMini枠」
  - 毎日放送の現職アナウンサーから1名が週替わりでパーソナリティを務める事前収録のコーナーで、2023年4月から月 - 木曜日の16時台終盤（16:53 - 17:00）に内包。男性のアナウンサーから初めて、放送の3週目（同月17 - 21日）に出演した。
- 『金山・南波のB'zブラザーズ』（B'zが2023年に結成35周年を迎えたことにちなんだ収録番組）シリーズ
  - 自身と同じくB'zの大ファンを自認している南波雅俊（TBSテレビのスポーツアナウンサー）と共同でパーソナリティを担当。
    - 第1回は『金山・南波のスーパーB'zブラザーズ』というタイトルで、2023年7月15日（土曜日）の16:00 - 17:40に放送。B'zの大ファンで、金山が中京テレビへ勤務していた時期から親交の深い若狭敬一（CBCテレビのスポーツアナウンサー）も、「ブラザーズゲスト」と銘打ってリモート方式で出演した。
    - 第2回は『金山・南波のウルトラB'zブラザーズ』というタイトルで、2024年1月15日（月曜日）の『MBSマンデースペシャル』枠（20:00 - 20:55）に編成。当初は南波の出演が告知されていたが、南波が能登半島地震の発生（同月1日）を受けて震源に近い石川県内での取材活動に従事していたため、収録に際しては南波に代わって若狭を金山のパートナーに立てた。

## 関連人物
- 結城哲郎
- 美藤啓文
- 赤木誠
- 森本栄浩
- 馬野雅行
- 仙田和吉
- 近藤亨
- 井上雅雄
- 上泉雄一
- 大吉洋平
- 小縣裕介 - 朝日放送テレビ[24]（ABCテレビ）のスポーツアナウンサーで、金山と同じく新潟県内（長岡市）で出生（出身地は神戸市北区）。
- 桜井洋子 - 元・NHKアナウンサー。同郷と高校の先輩。
- 赤松俊理 - 桜井の後輩にあたるNHKアナウンサー。北海道空知総合振興局雨竜郡秩父別町の出身で、金山と同じく実家は寺。
- 金村義明 - 『MBSベースボールパーク』の阪神戦中継で金山と頻繁に共演する一方で、『金村義明のええかげんにせえ〜!』では金山の私生活を頻繁に弄っている。

以下の人物はいずれも、TBSテレビの系列局（毎日放送と同じくラジオとの兼営局が母体のテレビ単営局）に勤務するスポーツアナウンサーで、前述した『金山・南波のB'zブラザーズ』シリーズにも出演。金山と同様に、勤務局とグループ会社のラジオ単営局で主にプロ野球中継の実況を担当する一方で、B'zの大ファンであることを担当番組などで公言している。
- 南波雅俊 - TBSテレビのスポーツアナウンサーで、NHK広島放送局から2020年10月に移籍。「元・高校球児」「東京都内の私立大学からTBS系列外の放送局での勤務を経てTBS（系列局）へ移籍」「移籍後は主に野球中継を担当」「B'zの稲葉浩志のモノマネが得意で担当番組でも頻繁に披露」といった点が共通している。2023年9月29日の『ラヴィット!』で放送された「アルコ&ピースのアナウンサーお悩み変身計画」（前述）でも、「B'zファン東西対決」と銘打って共演。
- 若狭敬一 - CBCテレビのスポーツアナウンサーで、B'zの稲葉浩志と同じ岡山県の出身。南波とは、2023年11月21日の『ラヴィット!』で放送された「アルコ&ピースのアナウンサーお悩み変身計画」向けのロケでも共演している。